# Lista de episódios de Without a Trace
Without a Trace (no Brasil: Desaparecidos; em Portugal: Sem Rasto) foi uma série norte-americana que se passa em Nova Iorque, no elenco está o premiado ator Anthony LaPaglia, que ganhou o Globo de Ouro justamente pela série.
Conta a história de uma equipe do FBI especializada em pessoas desaparecidas e é dividida em episódios contínuos nos quais os personagens têm de lidar com seus problemas pessoais e desvendar os misteriosos desaparecimentos o mais rápido possível, pois algumas vezes segundos significam salvar uma vida.
O produtor desta série é Jerry Bruckheimer, diretor de filmes como Armaggedon e seriados de televisão como CSI: Crime Scene Investigation, entre outros sucessos.
Em 19 de maio de 2009, a revista norte-americana “Entertainment Weekly” anunciou o cancelamento da série por parte da rede de televisão CBS. O cancelamento foi confirmado pela emissora.
No Brasil a série é exibida pelo Space e pelo SBT.

## Série em geral
| Temporada | Temporada | Episódios | Estreia da temporada   | Final da temporada | Audiência EUA             | Audiência EUA | Audiência EUA      | Lançamento em DVD      | Lançamento em DVD       | Lançamento em DVD      |
| Temporada | Temporada | Episódios | Estreia da temporada   | Final da temporada | Telespectadores (milhões) | Ranking       | 18-49 rating/share | Região 1               | Região 2                | Região 4               |
| --------- | --------- | --------- | ---------------------- | ------------------ | ------------------------- | ------------- | ------------------ | ---------------------- | ----------------------- | ---------------------- |
|           | 1         | 23        | 26 de Setembro de 2002 | 15 de Maio de 2003 | 15.09                     | 15            | 10/16.48           | 14 de Setembro de 2004 | 10 de Janeiro de 2005   | 12 de Dezembro de 2004 |
|           | 2         | 24        | 25 de Setembro de 2003 | 20 de Maio de 2004 | 16.74                     | 11            | 6.1/N/A            | 13 de Março de 2007    | 16 de Janeiro de 2006   | 16 de Novembro de 2005 |
|           | 3         | 23        | 23 de Setembro de 2004 | 19 de Maio de 2005 | 18.68                     | 8             | 6.7/N/A            | —                      | 24 de Julho de 2006     | 2 de maio de 2007      |
|           | 4         | 24        | 29 de setembro de 2005 | 18 de maio de 2006 | 18.7                      | 6             | 5.8/15             | —                      | 14 de julho de 2008     | 1 de julho de 2009     |
|           | 5         | 24        | 24 de Setembro de 2006 | 10 de Maio de 2007 | 14.7                      | 16            | 4.1/11             | —                      | 22 de fevereiro de 2010 | 1 de julho de 2009     |
|           | 6         | 18        | 27 de Setembro de 2007 | 15 de Maio de 2008 | 13.02                     | 21            | 4.5/N/A            | —                      | 5 de julho de 2010      | —                      |
|           | 7         | 24        | 23 de Setembro de 2008 | 19 de Maio de 2009 | 12.86                     | 19            | 4.4/N/A            | —                      | —                       | —                      |

## 1ª Temporada: 2002-2003
| № | #  | Título                               | Lançamento original     | Dirigido por               | Escrito por              | Audiência EUA (milhões) |
| --- | -- | ------------------------------------ | ----------------------- | -------------------------- | ------------------------ | ----------------------- |
| 1 | 1  | "Pilot"                              | 26 de Setembro de 2002  | David Nutter               | Hank Steinberg           | 16.21                   |
| O Esquadrão de Pessoas Desaparecidas do FBI procura por uma executiva de marketing de 28 anos de idade, que desapareceu. A mulher foi vista pela última vez pelo seu porteiro e a fita de segurança a mostra saindo sozinha pela porta dos fundos. |    |                                      |                         |                            |                          |                         |
| 2 | 2  | "Birthday Boy"                       | 03 de Outubro de 2002   | David Nutter               | Hank Steinberg           | 14.53                   |
| A equipe procura por um menino que desapareceu em seu caminho para o estádio para um jogo do New York Yankees em seu aniversário de 11 anos. O menino se separou de seu pai na estação de metrô. |    |                                      |                         |                            |                          |                         |
| 3 | 3  | "He Saw, She Saw"                    | 10 de Outubro de 2002   | Rachel Talalay             | Jan Nash                 | 15.94                   |
| Um homem que está fazendo compras com sua esposa percebe que ele precisa voltar à loja para recuperar o seu cartão de crédito. Depois que o marido se afasta, o carro de sua esposa sai em alta velocidade, deixando um pedestre ferido. Testemunhas dizem que um assaltante desconhecido obrigou a mulher assustada ir para dentro do carro e foi embora. |    |                                      |                         |                            |                          |                         |
| 4 | 4  | "Between the Cracks"                 | 17 de Outubro de 2002   | Steve Gomer                | Ed Redlich               | 14.84                   |
| Uma modelo desaparece, deixando uma mala em sua cama no seu apartamento. O problema é que ninguém sabe como ela se parece porque ela muda de aparência de acordo com o trabalho de modelo ou de atuação que ela está tentando conseguir. |    |                                      |                         |                            |                          |                         |
| 5 | 5  | "Suspect"                            | 24 de Outubro de 2002   | Peter Markle               | Allison Abner            | 15.75                   |
| A equipe procura por um estudante de 17 anos que desapareceu de sua escola. O menino foi visto pela última vez com o diretor da escola. |    |                                      |                         |                            |                          |                         |
| 6 | 6  | "Silent Partner"                     | 31 de Outubro de 2002   | Randall Zisk               | Greg Walker              | 15.50                   |
| A equipe procura por um empresário de Nova York que desapareceu após o check-in para um voo doméstico. |    |                                      |                         |                            |                          |                         |
| 7 | 7  | "Snatch Back"                        | 07 de Novembro de 2002  | Leslie Libman              | Stacy Rukeyser           | 14.57                   |
| A equipe procura por um empresário de Nova York que desapareceu após o check-in para um voo doméstico. |    |                                      |                         |                            |                          |                         |
| 8 | 8  | "Little Big Man"                     | 14 de Novembro de 2002  | Paul Holahan               | Jacob Epstein            | 15.41                   |
| A equipe procura por um adolescente que desapareceu em um bairro ruim depois de um encontro com um valentão. |    |                                      |                         |                            |                          |                         |
| 9 | 9  | "In Extremis"                        | 21 de Novembro de 2002  | Peter Markle               | Francisco Castro         | 13.94                   |
| A equipe procura um homem que deixou sua casa para abrir seu negócio e levar a filha à escola e nenhum deles foram vistos novamente. |    |                                      |                         |                            |                          |                         |
| 10 | 10 | "Midnight Sun"                       | 12 de Dezembro de 2002  | Michelle MacLaren          | Hank Steinberg           | 14.83                   |
| A equipe procura um homem que deixou sua casa para abrir seu negócio e levar a filha à escola e nenhum deles foram vistos novamente. |    |                                      |                         |                            |                          |                         |
| 11 | 11 | "Maple Street"                       | 09 de Janeiro de 2003   | John McNaughton            | Maria Maggenti           | 16.34                   |
| Annie Miller desaparece a caminho da escola. O grupo investiga o seu desaparecimento, e vinte e quatro horas após o desaparecimento de Annie, sua melhor amiga, Siobhan Arintero também desaparece, deixando apenas uma coleção de vídeos para ajudar a encontrar as duas meninas. |    |                                      |                         |                            |                          |                         |
| 12 | 12 | "Underground Railroad"               | 16 de Janeiro de 2003   | Tom McLoughlin             | Hank Steinberg           | 17.51                   |
| A equipe procura por uma mulher grávida que desapareceu da sala de emergência. Os médicos não tiveram a chance de dizer que ela tem uma doença que coloca a vida dela e de seu bebê em risco. |    |                                      |                         |                            |                          |                         |
| 13 | 13 | "Hang On to Me"                      | 30 de Janeiro de 2003   | Paul Holahan               | Ed Redlich               | 16.59                   |
| A equipe procura por um homem que andava procurando desesperadamente por seu filho desde que ele foi sequestrado. |    |                                      |                         |                            |                          |                         |
| 14 | 14 | "The Friendly Skies"                 | 06 de Fevereiro de 2003 | Paul Holahan               | Hank Steinberg           | 15.03                   |
| A equipe procura por uma assistente de voo que não compareceu para o seu voo. |    |                                      |                         |                            |                          |                         |
| 15 | 15 | "There Goes the Bride"               | 20 de Fevereiro de 2003 | Deran Sarafian             | Steven Kane              | 17.54                   |
| Uma noiva desaparece em seu próprio casamento e há suspeitas de sequestro. Enquanto isso, a equipe analisa a relação entre os recém-casados, que estavam vivendo juntos por algum tempo. |    |                                      |                         |                            |                          |                         |
| 16 | 16 | "Clare de Lune"                      | 27 de Fevereiro de 2003 | Mel Damski                 | Allison Abner            | 18.80                   |
| A equipe procura por uma menina que desapareceu de um hospital psiquiátrico. A última pessoa a vê-la foi um funcionário que a colocou em isolamento. |    |                                      |                         |                            |                          |                         |
| 17 | 17 | "Kam Li"                             | 13 de Março de 2003     | Randall Zisk               | Jacob Epstein            | 15.38                   |
| A equipe procura por um oficial aposentado do exército, que desapareceu depois de um jantar oferecido em sua honra pelos homens que estava com ele no Vietnã. |    |                                      |                         |                            |                          |                         |
| 18 | 18 | "The Source"                         | 03 de Abril de 2003     | Peter Markle               | Jan Nash, Greg Walker    | 13.78                   |
| A equipe procura por uma repórter de TV que desapareceu no meio de uma investigação. A última pessoa que ela ligou foi Jack. |    |                                      |                         |                            |                          |                         |
| 19 | 19 | "Victory for Humanity"               | 10 de Abril de 2003     | Charlie Correll            | Hank Steinberg           | 17.54                   |
| Eles procuram por um professor jovem do ensino médio que desapareceu depois de uma aula à noite no Bronx. Eles logo descobrem que ele estava tendo um relacionamento com uma aluna da escola. |    |                                      |                         |                            |                          |                         |
| 20 | 20 | "No Mas"                             | 24 de Abril de 2003     | Paul Holahan               | Greg Walker              | 14.02                   |
| A equipe procura por um boxeador que desapareceu antes de uma luta de $500,000. Ele é visto pela última vez pelo seu treinador. |    |                                      |                         |                            |                          |                         |
| 21 | 21 | "Are You Now Or Have You Ever Been?" | 01 de Maio de 2003      | Peter Markle               | Harry Litman, Ed Redlich | 12.64                   |
| A equipe tem que defender os seus métodos em um episódio suspeito, a fim de evitar que o caso seja rejeitado pelo tribunal. Além disso, o Escritório de Responsabilidade Profissional investiga a equipe. |    |                                      |                         |                            |                          |                         |
| 22 | 22 | "Fall Out (Parte 1)"                 | 08 de Maio de 2003      | Kevin Hooks & Paul Holohan | Hank Steinberg           | 14.92                   |
| Um homem chamado Barry, que perdeu sua esposa no 11 de setembro e depois perdeu o seu emprego ataca a ex-chefe de sua mulher, culpando-a pela morte de sua esposa e sua própria incapacidade de encontrar um emprego, Barry rapta a mulher e exige resgate. A troca pelo dinheiro é feita em uma livraria, só que ele é provocado e pega os clientes da loja como refém. Entre eles está Samantha, e devido à afeição de Jack por ela as negociações se complicam. |    |                                      |                         |                            |                          |                         |
| 23 | 23 | "Fall Out (Parte 2)"                 | 15 de Maio de 2003      | Kevin Hooks & Paul Holohan | Hank Steinberg           | 15.66                   |
| Quando a equipe tenta criar uma estratégia depois de descobrirem que Samantha foi baleada e que ela poderia estar gravemente ferida em uma situação com reféns. Jack faz um acordo com Berry para que Sam possa conseguir ajuda e Jack vai lá e toma o lugar de Sam. |    |                                      |                         |                            |                          |                         |

## 2ª Temporada: 2003-2004
| № | #  | Título                   | Lançamento original     | Dirigido por      | Escrito por                                        | Audiência EUA (milhões) |
| --- | -- | ------------------------ | ----------------------- | ----------------- | -------------------------------------------------- | ----------------------- |
| 24 | 1  | "The Bus"                | 25 de Setembro de 2003  | Paul Holohan      | Hank Steinberg                                     | 16.67                   |
| A equipe tem que resolver o desaparecimento de um ônibus escolar. Os sequestradores afinal não são quem eles esperavam. Entretanto, Samantha tenta recuperar das sequelas físicas e psicológicas que o tiroteio deixou nela procurando o apoio de Martin.           |    |                          |                         |                   |                                                    |                         |
| 25 | 2  | "Revelations"            | 02 de Outubro de 2003   | Charlie Correll   | Jan Nash                                           | 15.26                   |
| Um sacerdote desaparece e Jack ao investigar, começa a pensar que o homem se encontra envolvido num assunto estranho e que não é vítima de um crime. A história complica-se quando descobrem que o sacerdote necessita de um transplante de fígado para sobreviver. |    |                          |                         |                   |                                                    |                         |
| 26 | 3  | "Confidence"             | 09 de Outubro de 2003   | Randall Zisk      | Greg Walker                                        | 16.15                   |
| Um caso de pessoas desaparecidas converte-se em crime quando uma mulher recém-casada desaparece. Samantha recorre à terapia para suportar as suas dificuldades laborais.                                                                                            |    |                          |                         |                   |                                                    |                         |
| 27 | 4  | "Prodigy"                | 23 de Outubro de 2003   | Randall Zisk      | Maria Maggenti, Judy Sachs                         | 14.72                   |
| Quando uma violinista de 14 anos desaparece na noite do concerto, a equipe tenta seguir o seu rasto. |    |                          |                         |                   |                                                    |                         |
| 28 | 5  | "Copycat"                | 30 de Outubro de 2003   | Tim Matheson      | Jennifer Levin                                     | 15.59                   |
| Malone procura uma pessoa desaparecida cuja descrição coincide com a de uma das vítimas de uns assassinatos em série ocorridos 12 anos antes. |    |                          |                         |                   |                                                    |                         |
| 29 | 6  | "Our Sons and Daughters" | 06 de Novembro de 2003  | Paul Holohan      | John Bellucci                                      | 18.45                   |
| Um escândalo sexual num instituto descamba num assassinato e a equipe deve investigar quem o fez e porquê. |    |                          |                         |                   |                                                    |                         |
| 30 | 7  | "A Tree Falls"           | 13 de Novembro de 2003  | Rob Bailey        | Allison Abner                                      | 16.32                   |
| A equipe fica desconcertada quando ninguém reclama o desaparecimento de um garoto de origem latina, em pleno dia no bairro de Harlem. |    |                          |                         |                   |                                                    |                         |
| 31 | 8  | "Trip Box"               | 20 de Novembro de 2003  | David Nutter      | Simon Miren                                        | 15.74                   |
| Um bombeiro resgata heroicamente duas pessoas de um incêndio e desaparece sem deixar rasto. A equipe suspeita de alguns bombeiros. |    |                          |                         |                   |                                                    |                         |
| 32 | 9  | "Moving On"              | 11 de Dezembro de 2003  | John Peters       | David H. Goodman                                   | 16.40                   |
| A equipe procura por uma médica que desapareceu depois de ir correr com o seu marido. |    |                          |                         |                   |                                                    |                         |
| 33 | 10 | "Coming Home"            | 18 de Dezembro de 2003  | Tony Wharmby      | Jan Nash                                           | 19.35                   |
| Luke Horton desaparece depois de uma reunião e a equipe descobre que ele tinha uma vida dupla. |    |                          |                         |                   |                                                    |                         |
| 34 | 11 | "Exposure"               | 08 de Janeiro de 2004   | Charlie Correll   | Dale Kutzera                                       | 18.18                   |
| A equipe investiga o caso de desaparecimento de um jornalista que se sente culpado do suicídio de um ator. |    |                          |                         |                   |                                                    |                         |
| 35 | 12 | "Hawks and Handsaws"     | 15 de Janeiro de 2004   | Kevin Hooks       | Jennifer Levin, Ed Redlich                         | 17.42                   |
| A equipe empreende a busca de um advogado desaparecido e durante a investigação descobre que o sujeito sofre de esquizofrenia. |    |                          |                         |                   |                                                    |                         |
| 36 | 13 | "Life Rules"             | 29 de Janeiro de 2004   | John F. Showalter | Hank Steinberg, Erika Johnson & Melissa Maxwell    | 17.48                   |
| Um palestrante motivacional desaparece e muita gente parece suspeita. Finalmente percebe-se que o homem não é o que parecia. |    |                          |                         |                   |                                                    |                         |
| 37 | 14 | "The Line"               | 05 de Fevereiro de 2004 | Paul Holohan      | Greg Walker, Alexis Genya                          | 18.92                   |
| A equipa investiga o desaparecimento de um ex-polícial e caça-recompensa durante um tiroteio. |    |                          |                         |                   |                                                    |                         |
| 38 | 15 | "Wannabe"                | 12 de Fevereiro de 2004 | David Barrett     | Hank Steinberg                                     | 20.00                   |
| Eric Miller desaparece depois de começarem a circular pela escola umas fotografias embaraçosas dele. |    |                          |                         |                   |                                                    |                         |
| 39 | 16 | "Risen"                  | 19 de Fevereiro de 2004 | Tony Wharmby      | David H. Goodman                                   | 20.12                   |
| Faz já quatro anos que desapareceu Jessica Rabb e a determinação de Vivian faz com que se investiguem novos detalhes. |    |                          |                         |                   |                                                    |                         |
| 40 | 17 | "Gung Ho"                | 26 de Fevereiro de 2004 | Paul Holohan      | Dale Kutzera, Simon Mirren                         | 16.98                   |
| Jack e Danny investigam o desaparecimento de um soldado após retornar do Iraque e descobrem que ele talvez tenha uns segredos que prefira guardar. |    |                          |                         |                   |                                                    |                         |
| 41 | 18 | "Legacy"                 | 11 de Março de 2004     | Tim Matheson      | Allison Abner, Maria Maggenti                      | 19.68                   |
| Novo caso de desaparecimento: Desta vez de um homem, depois de uma discussão com a mulher num cabeleireiro. |    |                          |                         |                   |                                                    |                         |
| 42 | 19 | "Doppelgänger"           | 01 de Abril de 2004     | Andy Wolk         | Hank Steinberg                                     | 18.12                   |
| Ao desaparecer o noivo de uma moça, a equipe investiga e descobre que ele tem um irmão gêmeo. |    |                          |                         |                   |                                                    |                         |
| 43 | 20 | "Shadows"                | 15 de Abril de 2004     | Randall Zisk      | Jennifer Levin, Jan Nash                           | 17.13                   |
| Sam ajuda Martin a encontrar a sua tia desaparecida, que sofre de uma doença terminal. Quando finalmente a encontram, descobrem que ela ajuda outros doentes na mesma situação a se suicidar.                                                                       |    |                          |                         |                   |                                                    |                         |
| 44 | 21 | "Two Families"           | 29 de Abril de 2004     | John F. Showalter | Ed Redlich                                         | 16.69                   |
| Um homem que quer evitar a execução do seu filho, acusado de assassinato (crê ele que erradamente), decide desaparecer. Assim obriga a equipe a procurá-lo e rever passo a passo o processo do filho.                                                               |    |                          |                         |                   |                                                    |                         |
| 45 | 22 | "The Season"             | 06 de Maio de 2004      | Tim Matheson      | Jennifer Levin, Jan Nash & Greg Walker             | 16.04                   |
| O treinador de uma equipe de futebol desaparece depois de ser despedido e a equipe suspeita que algum jogador possa estar envolvido no caso. |    |                          |                         |                   |                                                    |                         |
| 46 | 23 | "Lost and Found"         | 13 de Maio de 2004      | Hank Steinberg    | Hank Steinberg                                     | 17.72                   |
| A equipe investiga uma suspeita de adoção ilegal que acaba por ter contornos de sequestro. |    |                          |                         |                   |                                                    |                         |
| 47 | 24 | "Bait"                   | 20 de Maio de 2004      | Paul Holohan      | Jan Nash, Greg Walker, Dale Kutzera & Simon Mirren | 19.62                   |
| A equipe procura uma mulher e os seus dois filhos desaparecidos numa travessia marítima. Malone está preparado para partir com a sua família para Chicago e deixar a equipe.                                                                                        |    |                          |                         |                   |                                                    |                         |

## 3ª Temporada: 2004-2005
| № | #  | Título                     | Lançamento original     | Dirigido por      | Escrito por        | Audiência EUA (milhões) |
| --- | -- | -------------------------- | ----------------------- | ----------------- | ------------------ | ----------------------- |
| 48 | 1  | "In The Dark"              | 23 de Setembro de 2004  | Paul Holohan      | Hank Steinberg     | 21.51                   |
| A equipe procura por uma garota que recentemente ficou cega e seu instrutor, que estão acampando na mata. |    |                            |                         |                   |                    |                         |
| 49 | 2  | "Thou Shalt Not"           | 07 de Outubro de 2004   | Randall Zisk      | Jennifer Levin     | 21.31                   |
| A equipe procura por uma mulher que desapareceu enquanto trocava o pneu de seu carro. |    |                            |                         |                   |                    |                         |
| 50 | 3  | "Light Years"              | 14 de Outubro de 2004   | Craig Zisk        | Greg Walker        | 19.35                   |
| A equipe procura por um homem que acredita que foi abduzido por alienígenas quando criança. Ele desaparece de seu apartamento após gritar que estão atrás dele.                                               |    |                            |                         |                   |                    |                         |
| 51 | 4  | "Upstairs Downstairs"      | 21 de Outubro de 2004   | Timothy Busfield  | Hank Steinberg     | 18.49                   |
| A equipe procura por uma criança que desapareceu ao mesmo tempo em que sua babá. A equipe deve determinar se a babá é uma suspeita ou uma vítima.                                                             |    |                            |                         |                   |                    |                         |
| 52 | 5  | "American Goddess"         | 28 de Outubro de 2004   | Tony Goldwyn      | Maria Maggenti     | 22.06                   |
| A equipe procura por uma vencedora de um programa de TV. Ela desaparece no meio de um evento publicitário. |    |                            |                         |                   |                    |                         |
| 53 | 6  | "Nickel and Dimed, Part 1" | 04 de Novembro de 2004  | Martha Mitchell   | David Amann        | 21.77                   |
| A equipe procura por uma jovem mãe que desapareceu depois de ter pedido a babá para cuidar de sua filha de última hora.                                                                                       |    |                            |                         |                   |                    |                         |
| 54 | 7  | "Nickel and Dimed, Part 2" | 11 de Novembro de 2004  | John F. Showalter | Jan Nash           | 20.46                   |
| Samantha se disfarça na busca contínua da jovem mãe. |    |                            |                         |                   |                    |                         |
| 55 | 8  | "Doppelgänger II"          | 18 de Novembro de 2004  | Timothy Busfield  | Hank Steinberg     | 19.75                   |
| Jack suspeita que Rick Knowles seja responsável, quando uma mulher sem-teto desaparece de um abrigo que está ligado a um caso anterior.                                                                       |    |                            |                         |                   |                    |                         |
| 56 | 9  | "Trials"                   | 25 de Novembro de 2004  | David Von Ancken  | David H. Goodman   | 19.75                   |
| A equipe procura por um homem velho cujo desaparecimento poderia anular um julgamento. |    |                            |                         |                   |                    |                         |
| 57 | 10 | "Malone v. Malone"         | 09 de Dezembro de 2004  | Hank Steinberg    | Hank Steinberg     | 19.49                   |
| Jack dá seu depoimento ao advogado de divórcio de sua esposa na batalha para a guarda de seus filhos. |    |                            |                         |                   |                    |                         |
| 58 | 11 | "4.0"                      | 06 de Janeiro de 2005   | Ken Collins       | Jennifer Levin     | 23.76                   |
| A equipe descobre a vida secreta de uma estudante de 16 anos que estuda em uma escola para meninas em Manhattan, que desapareceu depois de suas amigas irem para um curso preparatório para o SAT.            |    |                            |                         |                   |                    |                         |
| 59 | 12 | "Penitence"                | 13 de Janeiro de 2005   | Scott White       | Allison Abner      | 18.77                   |
| Um presidiário desaparece durante uma briga na prisão, e a equipe deve determinar se ele é um fugitivo ou uma vítima de uma sinistra conspiração interna.                                                     |    |                            |                         |                   |                    |                         |
| 60 | 13 | "Volcano"                  | 03 de Fevereiro de 2005 | John F. Showalter | Greg Walker        | 19.33                   |
| Depois de um menino autista desaparecer durante uma viagem de campo, Jack acredita que o pai que vem perdendo a paciência com a criança há algum tempo, possa ser o responsável.                              |    |                            |                         |                   |                    |                         |
| 61 | 14 | "Neither Rain Nor Sleet"   | 10 de Fevereiro de 2005 | Timothy Busfield  | Jan Nash           | 19.63                   |
| Quando uma trabalhadora postal, Rosie Diaz (Elizabeth Peña), desaparece junto com a carga no valor de US $12.000, que ela estava entregando, a equipe tenta descobrir se ela é uma vítima ou uma cúmplice.    |    |                            |                         |                   |                    |                         |
| 62 | 15 | "Party Girl"               | 17 de Fevereiro de 2005 | Rob Bailey        | Amanda Segal Marks | 21.01                   |
| A equipe deve encontrar uma herdeira sequestrada antes que os resultados de uma pesquisa on-line que irá determinar se ela deve viver ou morrer seja revelado.                                                |    |                            |                         |                   |                    |                         |
| 63 | 16 | "Manhunt"                  | 24 de Fevereiro de 2005 | Jeannot Szwarc    | David Amann        | 21.37                   |
| Quando Martin testemunha o seqüestro de um menino de 10 anos de idade, a sua culpa por não parar o crime afeta a investigação.                                                                                |    |                            |                         |                   |                    |                         |
| 64 | 17 | "Lone Star"                | 10 de Março de 2005     | Paul Holohan      | David Mongan       | 23.32                   |
| Quando um agente imobiliário bem sucedido desaparece, a polícia descobre que ele não é quem parece e que corre um grande perigo                                                                               |    |                            |                         |                   |                    |                         |
| 65 | 18 | "Transitions"              | 31 de Março de 2005     | Paul Holohan      | David H. Goodman   | 21.27                   |
| Quando um membro do coro da igreja desaparece de repente, os detetives investigam e logo descobrem que ela estava tentando esconder um segredo incomum.                                                       |    |                            |                         |                   |                    |                         |
| 66 | 19 | "Second Sight"             | 14 de Abril de 2005     | Jeff T. Thomas    | Jan Nash           | 19.99                   |
| A equipe se concentra em encontrar uma jovem vidente, apesar de poucas pistas; Vivian tenta ser corajosa para sua família e os colegas ao lidar com seu problema de saúde.                                    |    |                            |                         |                   |                    |                         |
| 67 | 20 | "The Bogie Man"            | 04 de Maio de 2005      | Jeff T. Thomas    | Jan Nash           | 11.93                   |
| O desaparecimento de uma menina de 13 anos de idade em uma pequena cidade no norte do estado de Nova York leva a equipe a reexaminar um assassinato similar não resolvido de uma criança ocorrido anos antes. |    |                            |                         |                   |                    |                         |
| 68 | 21 | "Off the Tracks"           | 05 de Maio de 2005      | John F. Showalter | Greg Walker        | 17.92                   |
| Danny pede ajuda da equipe na busca de seu irmão desaparecido, que Danny suspeita que deve ter caído em seus velhos hábitos ilegais e destrutivos.                                                            |    |                            |                         |                   |                    |                         |
| 69 | 22 | "John Michaels"            | 12 de Maio de 2005      | Hank Steinberg    | Hank Steinberg     | 18.92                   |
| A equipe procura por um homem de 71 anos de idade, que foi visto pela última vez em um carro com dois homens que chegaram quando ele estava preste a pular do telhado de seu prédio.                          |    |                            |                         |                   |                    |                         |
| 70 | 23 | "Endgame (Parte 1)"        | 19 de Maio de 2005      | Jeannot Szwarc    | David Amann        | 21.42                   |
| A equipe procura por uma mulher desaparecida, parte de uma quadrilha de roubo de identidade, que pode também estar ligada ao terrorismo e uma conspiração política internacional.                             |    |                            |                         |                   |                    |                         |

## 4ª Temporada: 2005-2006
| № | #  | Título                | Lançamento original     | Dirigido por       | Escrito por                           | Audiência EUA (milhões) |
| --- | -- | --------------------- | ----------------------- | ------------------ | ------------------------------------- | ----------------------- |
| 71 | 1  | "Showdown (Parte 2)"  | 29 de Setembro de 2005  | John F. Showalter  | David Amann                           | 20.98                   |
| Jack, Samantha e Danny procuram pelo mercenário, que fugiu depois de matar o terrorista na custódia de Martin e Danny, deixando Martin baleado na beira da morte. |    |                       |                         |                    |                                       |                         |
| 72 | 2  | "Safe"                | 06 de Outubro de 2005   | Jeannot Szwarc     | David Grae                            | 21.25                   |
| A equipe investiga se um garoto prodígio de 15 anos, está sumido por sua própria vontade, a fim de executar seu elaborado plano para bombardear sua escola. |    |                       |                         |                    |                                       |                         |
| 73 | 3  | "From the Ashes"      | 13 de Outubro de 2005   | Timothy Busfield   | Gwendolyn Parker                      | 20.55                   |
| O mais novo membro da equipe, a novata do FBI, Elena Delgado, ex-integrante do NYPD, encontra uma curva de aprendizagem, ao tentar ajudar a procurar uma prostituta jovem desaparecida.                                                                              |    |                       |                         |                    |                                       |                         |
| 74 | 4  | "Lost Time"           | 20 de Outubro de 2005   | Martha Mitchell    | David H. Goodman                      | 19.82                   |
| Jack teme que ele possa ter provocado uma confissão de homicídio errônea durante um interrogatório intenso, há sete anos, quando novas evidências sugerem que a ex-aluna/amante sumida do professor condenado possa estar viva.                                      |    |                       |                         |                    |                                       |                         |
| 75 | 5  | "Honor Bound"         | 27 de Outubro de 2005   | Ken Collins        | Amantha Segel Marks                   | 21.75                   |
| A equipe procura por uma coreana-americana de 25 anos, que desapareceu depois de uma briga com seu novo namorado durante seu turno da noite no restaurante dos seus pais.                                                                                            |    |                       |                         |                    |                                       |                         |
| 76 | 6  | "Viuda Negra"         | 03 de Novembro de 2005  | Paul McCrane       | Scott A. Williams                     | 20.44                   |
| Jack e Danny seguem para o México para encontrar um turista americano rico que foi raptado por homens armados na frente de sua esposa. |    |                       |                         |                    |                                       |                         |
| 77 | 7  | "The Innocents"       | 10 de Novembro de 2005  | Martha Mitchell    | Jan Nash                              | 20.78                   |
| A equipe se preocupa com um pai em luto que não consegue aceitar a morte de sua filha, especialmente depois de pornografia infantil ser encontrada em sua casa. Isso leva a uma exasperante e dolorosa busca pela garota que está sendo mantida como escrava sexual. |    |                       |                         |                    |                                       |                         |
| 78 | 8  | "A Day in the Life"   | 17 de Novembro de 2005  | Jeannot Szwarc     | Hank Steinberg                        | 21.66                   |
| Esse episódio único contado através do ponto de vista dos pais da criança desaparecida mostra a montanha-russa emocional da mãe e do pai de um menino desaparecido de 15 anos de idade, enquanto a equipe faz o possível para encontrá-lo.                           |    |                       |                         |                    |                                       |                         |
| 79 | 9  | "Freefall"            | 24 de Novembro de 2005  | John F. Showalter  | David Mongan                          | 19.50                   |
| Um amigo de Jack desaparece após deixar uma mensagem de culpa sobre o assassinato de seu parceiro que ocorreu mais cedo naquela noite. |    |                       |                         |                    |                                       |                         |
| 80 | 10 | "When Darkness Falls" | 08 de Dezembro de 2005  | Jeff T. Thomas     | Hank Steinberg & Diego Gutierrez      | 21.76                   |
| Como um favor a um amigo que trabalha em um hospital psiquiátrico, Sam ajuda uma mulher que foi trazida sofrendo de amnésia. Enquanto isso, Jack descobre que seu pai está sofrendo de insuficiência renal, e tenta convencê-lo a fazer uma operação.                |    |                       |                         |                    |                                       |                         |
| 81 | 11 | "Blood Out"           | 05 de Janeiro de 2006   | Scott White        | Gwendolyn M. Parker                   | 20.94                   |
| A equipe investiga quando um jovem paramédico desaparece após um incidente relacionado com gangues e questiona a filiação do paramédico com a gangue. |    |                       |                         |                    |                                       |                         |
| 82 | 12 | "Patient X"           | 19 de Janeiro de 2006   | Timothy Busfield   | David Amann                           | 23.12                   |
| A equipe investiga o noivo de uma terapeuta desaparecida após descobrirem que ela poderia estar traindo ele. |    |                       |                         |                    |                                       |                         |
| 83 | 13 | "Rage"                | 26 de Janeiro de 2006   | Kate Woods         | Scott A. Williams                     | 22.30                   |
| A equipe investiga quando um estudante suspeito de estar envolvido com um aluno desaparece após um confronto com um homem no ginásio. |    |                       |                         |                    |                                       |                         |
| 84 | 14 | "Odds or Evens"       | 02 de Fevereiro de 2006 | Martha Mitchell    | David H. Goodman                      | 20.80                   |
| Um ex-fuzileiro naval, que serviu cinco anos por uma condenação de estupro em Tóquio, desaparece logo após ser parado em um comando da polícia local que está procurando por um estuprador local.                                                                    |    |                       |                         |                    |                                       |                         |
| 85 | 15 | "The Stranger"        | 09 de Fevereiro de 2006 | John F. Showalter  | Jan Nash                              | 20.34                   |
| Um ex-fuzileiro naval, que serviu cinco anos por uma condenação de estupro em Tóquio, desaparece logo após ser parado em um comando da polícia local que está procurando por um estuprador local.                                                                    |    |                       |                         |                    |                                       |                         |
| 86 | 16 | "The Little Things"   | 02 de Março de 2006     | David Grae         | John Pulsan                           | 19.78                   |
| A equipe procura por um menino de cinco anos, Ethan Heller, depois de ele ser sequestrado na frente de sua residência. |    |                       |                         |                    |                                       |                         |
| 87 | 17 | "Check Your Head"     | 09 de Março de 2006     | Timothy Busfield   | Diego Gutierrez                       | 20.28                   |
| A equipe se junta à caça de uma colunista que parou de sair de seu apartamento depois de uma série de ataques de pânico. |    |                       |                         |                    |                                       |                         |
| 88 | 18 | "The Road Home"       | 30 de Março de 2006     | Chad Lowe          | David Mongan                          | 18.48                   |
| A equipe procura por um mensageiro sumido e logo descobrem que ele é um garoto de 15 anos que vem tentando manter sua família unida desde que sua mãe desapareceu no ano passado.                                                                                    |    |                       |                         |                    |                                       |                         |
| 89 | 19 | "Expectations"        | 13 de Abril de 2006     | Rosemary Rodriguez | David Rapp                            | 18.62                   |
| A equipe investiga depois que uma gestante com HIV desaparece. |    |                       |                         |                    |                                       |                         |
| 90 | 20 | "More Than This"      | 20 de Abril de 2006     | Timothy Busfield   | Scott A. Williams                     | 16.93                   |
| Um jovem desaparece de um abrigo do centro da cidade para mulheres indigentes onde ele estava trabalhando como parte de uma sentença por posse de drogas. |    |                       |                         |                    |                                       |                         |
| 91 | 21 | "Shattered"           | 27 de Abril de 2006     | Jeannot Szwarc     | Amanda Segel Marks & David H. Goodman | 17.93                   |
| Um adolescente olímpico promissor desaparece de uma pista de gelo local. |    |                       |                         |                    |                                       |                         |
| 92 | 22 | "Requiem"             | 04 de Maio de 2006      | John F. Showalter  | Jan Nash                              | 19.11                   |
| A equipe procura por um viúvo recente e os seus dois filhos adolescentes e tenta descobrir quem é responsável pela sala manchada de sangue. |    |                       |                         |                    |                                       |                         |
| 93 | 23 | "White Balance"       | 11 de Maio de 2006      | Jeff T. Thomas     | Greg Walker                           | 19.19                   |
| Quando uma menina branca e um rapaz negro desaparecem na mesma noite, Jack tenta contrariar a previsão de Vivian que a mídia e o FBI irão focar no caso da menina branca.                                                                                            |    |                       |                         |                    |                                       |                         |
| 94 | 24 | "Crossroads"          | 18 de Maio de 2006      | Jeannot Szwarc     | David Amann                           | 19.81                   |
| O ex-namorado (Jason Priestley) de uma vítima de assassinato, de repente ataca Jack, pega sua arma e foge do prédio com uma rajada de balas. |    |                       |                         |                    |                                       |                         |

## 5ª Temporada: 2006-2007
| № | #  | Título                    | Lançamento original     | Dirigido por       | Escrito por                      | Audiência EUA (milhões)                                                                                    |
| --- | -- | ------------------------- | ----------------------- | ------------------ | -------------------------------- | --- |
| 95 | 1  | "Stolen"                  | 24 de Setembro de 2006  | David Nutter       | Hank Steinberg                   | 17.56 |
| Samantha tenta conseguir informações a partir de uma criança traumatizada de 12 anos, cujo pai aparentemente sequestrou um menino de 5 anos de idade.                                                                                         |    |                           |                         |                    |                                  | |
| 96 | 2  | "Candy"                   | 01 de Outubro de 2006   | Randall Zisk       | Greg Walker & Jan Nash           | 14.51 |
| Elena se disfarça como uma dançarina exótica, a fim de encontrar uma stripper desaparecida; Jack e Anne consideram as ramificações de sua gravidez.                                                                                           |    |                           |                         |                    |                                  | |
| 97 | 3  | "911"                     | 08 de Outubro de 2006   | Jeannot Szwarc     | Amanda Segel Marks               | 15.27 |
| A equipe procura por Jessica, uma operadora da linha 911, que desapareceu depois que um homem ligou e perguntou por ela pelo nome. |    |                           |                         |                    |                                  | |
| 98 | 4  | "All for One"             | 15 de Outubro de 2006   | Kate Woods         | Bryan Balasco                    | 15.17 |
| Uma garota de 15 anos de idade desaparece de um centro de detenção depois de recentemente ter sido maltratada e ameaçada pelas outras detentas.                                                                                               |    |                           |                         |                    |                                  | |
| 99 | 5  | "The Damage Done"         | 22 de Outubro de 2006   | Diego Gutierrez    | John Peters                      | 14.79 |
| Jack e a equipe investigam quando o filho de Sadik Marku desaparece, juntamente com a mãe do menino, e Samantha se preocupa que Jack está mais interessado em acertar as contas com Marku, do que encontrar a mulher desaparecida e o menino. |    |                           |                         |                    |                                  | |
| 100 | 6  | "The Calm Before"         | 29 de Outubro de 2006   | Peter Markle       | Jan Nash                         | 13.37 |
| A equipe procura por um homem de família sumido (Eriq La Salle) que vive em Nova York, após ter sido desalojado pelo furacão Katrina, quando a equipe descobre que ele tem mentido, eles analisam a teoria de um possível suicídio.           |    |                           |                         |                    |                                  | |
| 101 | 7  | "All the Sinners, Saints" | 05 de Novembro de 2006  | Martha Mitchell    | Jose Molina                      | 13.02 |
| Martin coloca a equipe em busca de uma jovem que desapareceu após um padre tentar exorcizar um demônio dela. Ele começa a se sentir culpado quando ele descobre que ele costumava trabalhar com ela, mas não se lembra dela.                  |    |                           |                         |                    |                                  | |
| 102 | 8  | "Win Today"               | 12 de Novembro de 2006  | Jeannot Szwarc     | David H. Goodman                 | 15.22 |
| Uma mulher (Susanna Thompson) pega Jack como refém enquanto ele está disfarçado em um clube de poker ilegal, a mulher, uma perigosa conhecida de um homem desaparecido de 20 e poucos anos, acredita que Jack foi contratado para matá-la.    |    |                           |                         |                    |                                  | |
| 103 | 9  | "Watch Over Me"           | 19 de Novembro de 2006  | Bobby Roth         | Bryan Balasco & David Mongan     | 14.51 |
| Uma assistente social (Reed Diamond) desaparece após retirar a força uma menina da casa de seu pai fisicamente abusivo; Jack surpreende Samantha com a notícia de que ele e Anne (Mary Elizabeth Mastrantonio) estão esperando um filho.      |    |                           |                         |                    |                                  | |
| 104 | 10 | "The Thing with Feathers" | 03 de Dezembro de 2006  | Scott White        | Gwendolyn M. Parker              | 14.28 |
| Vivian pensa em seus problemas cirúrgicos recentes enquanto procura por uma mulher desaparecida com uma condição terminal. |    |                           |                         |                    |                                  | |
| 105 | 11 | "Fade-Away"               | 10 de Dezembro de 2006  | Jonathan Kaplan    | Greg Walker & David Amann        | 13.89 |
| Uma estrela do basquete de 17 anos do ensino médio desaparece na noite em que consegue a cesta da vitória que garantiu o lugar para seu time no campeonato estadual.                                                                          |    |                           |                         |                    |                                  | |
| 106 | 12 | "Tail Spin"               | 07 de Janeiro de 2007   | Peter Markle       | Diego Gutierrez                  | 14.19 |
| A equipe tenta determinar se o desaparecimento recente de um controlador de tráfego aéreo tem ligação com o Oriente Médio. A equipe logo descobre que sua esposa morreu em um acidente de carro e ele estava tendo um caso com a irmã dela.   |    |                           |                         |                    |                                  | |
| 107 | 13 | "Eating Away"             | 14 de Janeiro de 2007   | Martha Mitchell    | David H. Goodman & Alicia Kirk   | 13.39 |
| A equipe procura por competidor de comer que desaparece depois de ganhar um concurso de comer pimenta, Carlos pede a Danny para escrever uma carta em seu nome para a sua próxima audiência de custódia.                                      |    |                           |                         |                    |                                  | |
| 108 | 14 | "Primed"                  | 21 de Janeiro de 2007   | John F. Showalter  | Jan Nash                         | style="background: #ececec; color: grey; vertical-align: middle; text-align: center; " class="table-na"\|— |
| Quando uma jovem artista desaparece, a equipe está preocupada que um de seus profissionais possa ter ficado infeliz com seu trabalho. |    |                           |                         |                    |                                  | |
| 109 | 15 | "Desert Springs"          | 18 de Fevereiro de 2007 | Eriq La Salle      | David Amann                      | 11.42 |
| A equipe procura por um supervisor sumido, Jason Turner, e descobrem que ele havia se tornado o alvo de muita raiva depois de recentes demissões na fábrica. Carlos vem para o escritório à procura de Elena.                                 |    |                           |                         |                    |                                  | |
| 110 | 16 | "Without You"             | 04 de Março de 2007     | Jeannot Szwarc     | Jose Molina                      | 14.88 |
| Elena fica frenética quando sua filha Sofie desaparece, e a equipe tem uma agenda cheia, enquanto eles devem também procurar por uma turista sumida chamada Jenny.                                                                            |    |                           |                         |                    |                                  | |
| 111 | 17 | "Deep Water"              | 11 de Março de 2007     | Paul McCrane       | Anthony LaPaglia & Byron Balasco | 17.53 |
| Uma senadora recém-eleita desaparece e Jack imediatamente volta sua atenção para o marido. |    |                           |                         |                    |                                  | |
| 112 | 18 | "Connections"             | 18 de Março de 2007     | Rosemary Rodriguez | David Mongan & David H. Goodman  | 13.04 |
| A equipe procura por uma menina de quinze anos que morava com seu avô e foi vista pela última vez em um cibercafé. Sam recebe uma visita inesperada de sua irmã distante.                                                                     |    |                           |                         |                    |                                  | |
| 113 | 19 | "At Rest"                 | 25 de Março de 2007     | Jonathan Kaplan    | Gwendolyn M. Parker & Jan Nash   | 12.75 |
| Samantha procura, secretamente, a sua desaparecida irmã Emily com a ajuda da polícia local. Quando Jack se dá conta do que se está acontecendo, ele insiste em envolver a equipe na busca.                                                    |    |                           |                         |                    |                                  | |
| 114 | 20 | "Skin Deep"               | 08 de Abril de 2007     | Eric Close         | Amanda Segel Marks               | 14.12 |
| A equipe procura o filho de 6 anos de um casal, que foi sequestrado enquanto se encontrava numa feira agrícola com a sua mãe. |    |                           |                         |                    |                                  | |
| 115 | 21 | "Crash and Burn"          | 15 de Abril de 2007     | John Polson        | David Amann & Alicia Kirk        | 14.31 |
| Um antigo soldado, atualmente dublê de cinema, desaparece e a equipe descobre que ele mudou o seu testamento há pouco tempo antes de desaparecer. A equipe tenta descobrir quem precisaria do dinheiro.                                       |    |                           |                         |                    |                                  | |
| 116 | 22 | "One And Only"            | 29 de Abril de 2007     | Kate Woods         | Diego Gutierrez & Byron Balasco  | 19.81 |
| A equipe procura Chris Manning, um juiz de questões familiares, que desapareceu depois de se encontrar com um jovem rapaz, alvo de disputa da mãe e do seu pai violento.                                                                      |    |                           |                         |                    |                                  | |
| 117 | 23 | "Two Of Us"               | 06 de Maio de 2007      | John F.Showalter   | Greg Walker & Jose Molina        | 14.71 |
| Uma estudante desaparece, depois de abandonar o baile de formandos mais cedo, para descansar no seu quarto de hotel. Deixando para trás um vestido ensanguentado e uma série de dúvidas sobre o que lhe terá acontecido.                      |    |                           |                         |                    |                                  | |
| 118 | 24 | "The Beginning"           | 10 de Maio de 2007      | Jeannot Szwarc     | David H. Goodman & Jan Nash      | 14.31 |
| Uma adolescente desaparece depois de se juntar a uma seita. No escritório, Elena entra em confronto com Carlos, devido à batalha pela custódia de Sofie.                                                                                      |    |                           |                         |                    |                                  | |

## 6ª Temporada: 2007-2008
| № | #  | Título                   | Lançamento original                                                                    | Dirigido por    | Escrito por                                                      | Audiência EUA (milhões) |
| --- | -- | ------------------------ | -------------------------------------------------------------------------------------- | --------------- | ---------------------------------------------------------------- | ----------------------- |
| 119 | 1  | "Lost Boy"               | 27 de Setembro de 2007                                                                 | David Nutter    | Greg Walker & Byron Balasco                                      | 16.73                   |
| O filho adotivo de 4 anos de um casal de celebridades é raptado. A equipe tem que descobrir se o rapto tem a ver com o status dos pais ou com a origem da criança. |    |                          |                                                                                        |                 |                                                                  |                         |
| 120 | 2  | "Clean Up"               | 04 de Outubro de 2007                                                                  | Chris Long      | Gwendolyn M. Parker                                              | 14.20                   |
| A equipe suspeita que um homem cuja profissão é limpar cenários de crime, terá algo a ver com o desaparecimento da sua filha. |    |                          |                                                                                        |                 |                                                                  |                         |
| 121 | 3  | "Res Ipsa"               | 11 de Outubro de 2007                                                                  | Greg Walker     | Greg Walker                                                      | 13.62                   |
| A equipe procura uma mãe desaparecida e acredita que é possível que esteja à procura do seu filho, também desaparecido. |    |                          |                                                                                        |                 |                                                                  |                         |
| 122 | 4  | "Baggage"                | 25 de Outubro de 2007                                                                  | Scott White     | Jan Nash & Diego Gutierrez                                       | 12.73                   |
| Uma mulher desaparece após o assassinato do seu namorado e a equipe suspeita sobre a sua participação em uma gangue. |    |                          |                                                                                        |                 |                                                                  |                         |
| 123 | 5  | "Run"                    | 01 de Novembro de 2007                                                                 | Kate Woods      | Jan Nash                                                         | 14.58                   |
| Uma agência de tiro força uma mulher a desaparecer, possivelmente para esconder um segredo. |    |                          |                                                                                        |                 |                                                                  |                         |
| — | —  | "Who and What (Parte 1)" | 08 de Novembro de 2007 (episódio de CSI: Crime Scene Investigation 8ª Temporada Ep. 6) | Danny Cannon    | Richard Catalani, Danny Cannon, Carol Mendelsohn & Naren Shankar | 21.94                   |
| O FBI Jack Malone (Anthony LaPaglia) junta forças com Grissom para rastrear um serial killer depois que um menino que foi seqüestrado há seis anos em Nova York se enquadra no perfil de uma vítima de assassinato em Las Vegas. O episódio termina em "Without a Trace" episódio "Where and Why" |    |                          |                                                                                        |                 |                                                                  |                         |
| 124 | 6  | "Where & Why (Parte 2)"  | 08 de Novembro de 2007                                                                 | Jonathan Kaplan | Greg Walker & Jan Nash                                           | 21.68                   |
| A equipe de Malone se junta a Gil Grissom, de CSI Las Vegas, e à sua equipe, na perseguição de um assassino em série com ligações em Nova Iorque. |    |                          |                                                                                        |                 |                                                                  |                         |
| 125 | 7  | "Absalom"                | 15 de Novembro de 2007                                                                 | Martha Mitchell | Jose Molina                                                      | 14.41                   |
| Um estudante desaparece após fazer comentários racistas durante uma aula. A equipe questiona se estes comentários podem ou não ter relação com o seu desaparecimento. |    |                          |                                                                                        |                 |                                                                  |                         |
| 126 | 8  | "Fight/Flight"           | 22 de Novembro de 2007                                                                 | Jeannot Szwarc  | David H. Goodman                                                 | 12.21                   |
| A desaparecimento de um grande lutador leva a equipe a investigar o seu passado, e acabam por descobrir que o homem tinha uma série de inimigos. |    |                          |                                                                                        |                 |                                                                  |                         |
| 127 | 9  | "One Wrong Move"         | 06 de Dezembro de 2007                                                                 | Jeff T. Thomas  | Gwendolyn M. Parker & Diego Gutierrez                            | 12.68                   |
| A equipe determina se um antigo condenado é responsável pelo desaparecimento de um companheiro de prisão. Mars e Johnson investigam. |    |                          |                                                                                        |                 |                                                                  |                         |
| 128 | 10 | "Claus and Effect"       | 13 de Dezembro de 2007                                                                 | Bobby Roth      | Alicia Kirk & David Amann                                        | 15.15                   |
| Uma criança prodígio vestida de Papai Noel desaparece e equipa investiga. |    |                          |                                                                                        |                 |                                                                  |                         |
| 129 | 11 | "4G"                     | 10 de Janeiro de 2008                                                                  | Eric Close      | Amanda Segel Marks                                               | 13.83                   |
| Malone e a sua equipe começam o ano investigando o desaparecimento de um investigador particular. |    |                          |                                                                                        |                 |                                                                  |                         |
| 130 | 12 | "Article 32"             | 17 de Janeiro de 2008                                                                  | Martha Mitchell | Byron Balasco                                                    | 13.29                   |
| A equipe investiga o desaparecimento de um trabalhador veterano do hospital. |    |                          |                                                                                        |                 |                                                                  |                         |
| 131 | 13 | "Hard Reset"             | 03 de Abril de 2008                                                                    | John Polson     | Jan Nash, David Amann, Greg Walker & Jose Molina                 | 15.20                   |
| Jack desaparece após tomar conta de um caso que aparece conectado com o caso de Vivian: tráfico de prostitutas. |    |                          |                                                                                        |                 |                                                                  |                         |
| 132 | 14 | "A Bend In The Road"     | 10 de Abril de 2008                                                                    | Jonathan Kaplan | Diego Gutierrez & Amanda Segel Marks                             | 14.49                   |
| Enquanto luta para lidar com as consequências do acidente de Jack, a equipe procura uma receptora adolescente de um transplante de coração, acreditando que seu desaparecimento possa estar ligado ao seu doador. Samantha conversa com Brian.                                                    |    |                          |                                                                                        |                 |                                                                  |                         |
| 133 | 15 | "Deja Vu"                | 24 de Abril de 2008                                                                    | Chris Long      | Byron Balasco & David Amann                                      | 13.47                   |
| A equipe procura por um paciente em coma que acordou depois de três anos apenas para desaparecer. |    |                          |                                                                                        |                 |                                                                  |                         |
| 134 | 16 | "A Dollar and a Dream"   | 01 de Maio de 2008                                                                     | Martha Mitchell | David H. Goodman & David Mongan                                  | 12.83                   |
| Após o último vencedor da loteria sumir, a equipe trabalha para descobrir o porquê. |    |                          |                                                                                        |                 |                                                                  |                         |
| 135 | 17 | "Driven"                 | 08 de Maio de 2008                                                                     | John Polson     | Byron Balasco & Gwendolyn M. Parker                              | 14.67                   |
| Um motorista de caminhão desaparece após salvar a vida de um menino, e equipe determina se tem alguma coisa a ver com seu desaparecimento. Enquanto isso, a saúde mental de Jack é examinada por um psiquiatra.                                                                                   |    |                          |                                                                                        |                 |                                                                  |                         |
| 136 | 18 | "Satellites"             | 15 de Maio de 2008                                                                     | Jonathan Kaplan | Greg Walker & Jan Nash                                           | 14.54                   |
| Cinco pessoas com uma conexão estranha desaparecem de um café, e a equipe determina o que a conexão tem a ver com o desaparecimento. Enquanto isso, Spade se prepara para o nascimento de sua criança.                                                                                            |    |                          |                                                                                        |                 |                                                                  |                         |

## 7ª Temporada: 2008-2009
| № | #  | Título                               | Lançamento original     | Dirigido por           | Escrito por                                                                                 | Audiência EUA (milhões) |
| --- | -- | ------------------------------------ | ----------------------- | ---------------------- | ------------------------------------------------------------------------------------------- | ----------------------- |
| 137 | 1  | "Closure"                            | 23 de Setembro de 2008  | David Nutter           | Jan Nash & Bruce Ramussen                                                                   | 11.28                   |
| Hoje é o primeiro dia de Clark Medina ocupando o lugar de Jack como chefe do departamento. Sem tempo para apresentações, eles investigam o desaparecimento de Ryan Mitchel que foi visto pela última vez perseguindo um homem na rua. Há 3 anos Ryan não consegue lidar com o desaparecimento sem solução de sua filha. Como até a polícia já havia desistido do caso, os detetives acreditam que reabrindo as investigações e seguindo as pistas da garota podem chegar até o pai. |    |                                      |                         |                        |                                                                                             |                         |
| 138 | 2  | "22 x 42"                            | 30 de Setembro de 2008  | Greg Walker            | Byron Balasco                                                                               | 12.61                   |
| Sara Kent é uma executiva bem sucedida que foi peça chave para a venda da companhia onde trabalhava. O negócio garantiria um rendimento milionário a seus acionistas. Ao sair da festa de comemoração, Sara é sequestrada. Ela se beneficiaria com a venda e, supostamente, este seria um bom motivo para o sequestro. As pistas são bem vagas, mas os agentes federais logo descobrem o envolvimento do sequestro em casos não resolvidos, traição e chantagem. Enquanto isso Jack divide seu tempo entre a solução do caso e a análise de uma boa proposta de emprego. |    |                                      |                         |                        |                                                                                             |                         |
| 139 | 3  | "Last Call"                          | 14 de Outubro de 2008   | Karen Gaviola          | David Amann & Byron Balasco                                                                 | 11.05                   |
| Sara Kent é uma executiva bem sucedida que foi peça chave para a venda da companhia onde trabalhava. O negócio garantiria um rendimento milionário a seus acionistas. Ao sair da festa de comemoração, Sara é sequestrada. Ela se beneficiaria com a venda e, supostamente, este seria um bom motivo para o sequestro. As pistas são bem vagas, mas os agentes federais logo descobrem o envolvimento do sequestro em casos não resolvidos, traição e chantagem. Enquanto isso Jack divide seu tempo entre a solução do caso e a análise de uma boa proposta de emprego. |    |                                      |                         |                        |                                                                                             |                         |
| 140 | 4  | "True/False"                         | 21 de Outubro de 2008   | Martha Mitchell        | Diego Gutierrez                                                                             | 11.63                   |
| A equipe investiga o desaparecimento de Will Duncan, filho adolescente do agente Mark Duncan, da divisão de falsificação do serviço secreto. Logo pensa-se em retaliação devido ao trabalho do pai, mas descobrem que Will era responsável pela invasão do servidor da escola em um esquema de fraude nas provas. O curioso é que Will não as vendia, somente distrubuía levando a crer que a intenção era unicamente irritar seu pai. Mark escondia algo, mas Will também tinha seus segredos. |    |                                      |                         |                        |                                                                                             |                         |
| 141 | 5  | "Rise and Fall"                      | 28 de Outubro de 2008   | Jonathan Kaplan        | David Amann                                                                                 | 12.19                   |
| Ariana Murphy é uma psicóloga defensora de vítimas de traumas em crimes. Ela trabalhava em um caso de duplo homicídio e, depois disso, não foi mais vista. Em contrapartida a equipe se depara com mais um caso de desaparecimento. A pequena Madeline Ross, de 4 anos, foi sequestrada em um shopping e Medina convoca toda a equipe para este caso. Eles terão de correr contra o tempo para resgatar Mad, que está nas mãos de um pedófilo. Enquanto isso, Martin trabalha praticamente sozinho e quase sem recursos no caso de Ariana. Nesta hora questiona-se: até que ponto uma vítima é mais importante que a outra? |    |                                      |                         |                        |                                                                                             |                         |
| 142 | 6  | "Live to Regret"                     | 11 de Novembro de 2008  | John F. Showalter      | Gwendolyn M. Parker                                                                         | 12.23                   |
| Com a volta de Jack assumindo seu posto como chefe do departamento, os detetives investigam o desaparecimento de Erin Macneil. Ela é gerente de um banco e desapareceu após uma discussão com um desconhecido em sua casa. O passado de Erin é marcado por um segredo e seu desaparecimento pode estar relacionado a um desfalque milionário a contas inativas. Logo descobre-se que foi ativado um programa para redirecionar os fundos destas contas, transferindo dinheiro ilegalmente para a conta da desaparecida e para outra nas Ilhas Cayman. Erin pode estar correndo perigo pois, se o responsável conseguir fazer as transferências sem deixar rastros, não precisará mais da vítima... Isso se ela for uma vítima. |    |                                      |                         |                        |                                                                                             |                         |
| 143 | 7  | "Rewind"                             | 18 de Novembro de 2008  | Karen Gaviola          | Bruce Ramussen                                                                              | 11.85                   |
| Chris Howe estava treinando para ser policial, mas um trágico acidente acabou com seu sonho e com sua capacidade de andar. Ele foi atropelado por um caminhão há 2 anos. Agora, paraplégico, estava processando a companhia de seguros por negligência... Até desaparecer subitamente, deixando sua cadeira de rodas para trás. O acidente havia lhe tirado a mobilidade das pernas, mas não sua vontade em lutar pelo bem. Os agentes descobrem sua participação num esquema que montava ciladas para pedófilos. Mas talvez as coisas possam ter saído um pouco de controle quando Chris decidiu voltar atrás, corrigir velhos erros e recomeçar. |    |                                      |                         |                        |                                                                                             |                         |
| 144 | 8  | "Better Angels"                      | 25 de Novembro de 2008  | Scott White            | Greg Walker & Jan Nash                                                                      | 10.42                   |
| Robb Sims é o chefe de operações de uma empresa que aluga jatos. Ele desapareceu após sua participação indesejada no funeral de um de seus mecânicos, que morreu tragicamente durante um incêndio. Tristeza e revolta marcaram o que os colegas de trabalho de Kyle acreditam não ser um mero e infeliz acidente de trabalho. Eles culpam Robb e a empresa acredita que não tem culpa alguma no fortuito acidente. É isso que a diretoria quis que Robb dissesse na audiência da secretaria nacional de transportes. O FBI tem duas teorias sobre seu desaparecimento: ou Robb sabia que a empresa era a culpada e foi anonimamente atrás de provas ou a falha foi sua e ele quis ir para longe antes de ser preso. Mas sua árdua busca na solução de um homicídio de há 15 anos liga Sims, ou alguém que ele conhece, diretamente à autoria do crime. Enquanto isso, Samantha e Jack apostam em seu relacionamento e realmente querem que dê certo, mas Sam quer estabilidade e Jack ainda tem alguns problemas a resolver. |    |                                      |                         |                        |                                                                                             |                         |
| 145 | 9  | "Push Comes to Shove"                | 02 de Dezembro de 2008  | John F. Showalter      | Diego Gutierrez & Alicia Kirk                                                               | 12.32                   |
| A dra. Erica Loza desapareceu deixando para trás entre seus pertences um bilhete de ameaça de um paciente em estado grave que acabou morrendo. Seu envolvimento comprovado num roubo de drogas do hospital, somado à remoção de um paciente sem autorização, dão à Erica o risco de perder sua licença profissional. Mas Erica tinha uma dívida a ser paga e, para proteger seus amigos, ela estaria disposta a sofrer as consequências. |    |                                      |                         |                        |                                                                                             |                         |
| 146 | 10 | "Cloudy with a Chance of Gettysburg" | 16 de Dezembro de 2008  | Scott White            | História: Gwendolyn M. Parker, Amanda Segel Marks Teleplay: David Amann, Jan Nash           | 14.48                   |
| O repentino bom humor de Ben Coleman, seguido de um ferimento no abdome mostrado em rede nacional, indicavam que havia algo de errado com o homem do tempo. Seu desaparecimento pode estar relacionado ao fato de Ben, para ajudar um amigo, ir atrás de pistas para provar o envolvimento de um empresário numa suspeita de assassinato. Mas Coleman estaria perto de descobrir algo que colocaria sua vida em risco. Em meio à reconstituição da guerra civil, a Batalha de Gettysburg parecia o cenário perfeito para prestar contas. |    |                                      |                         |                        |                                                                                             |                         |
| 147 | 11 | "Wanted"                             | 06 de Janeiro de 2009   | Marianne Jean-Baptiste | Alicia Kirk                                                                                 | 13.13                   |
| Daphne vem de uma família desestruturada. Seus pais são divorciados e passam a maior parte do tempo brigando. Cherry tem problemas psicológicos e não tem autorização para ver a filha... Mesmo assim, ela pretende levar a garota para longe do pai. Encontrá-las não seria tão difícil se não fosse por Daphne ter fugido. Agora, mesmo que não queiram, Rick e Cherry terão de se unir para achar alguma pista de onde ela poderia ter ido. Daphne só tinha um desejo: ir para onde se sentisse querida... Desistir de tentar fazer seus pais se darem bem parecia a saída mais fácil. Agora ela está sendo procurada, mas talvez seja tarde e ela não queira mais ser encontrada. |    |                                      |                         |                        |                                                                                             |                         |
| 148 | 12 | "Believe Me"                         | 13 de Janeiro de 2009   | Paul McCrane           | Jan Nash & Bruce Rasmussen                                                                  | 12.42                   |
| Quando uma imagem de Santa Teresa foi encontrada chorando no bar de Ken Gilroy, essa parecia ser sua salvação, já que ele estava afundado em dívidas. No entanto, o grande milagre era também sua maior perdição, pois havia pessoas interessadas em se verem livres da estátua e outras em terem o milagre só para si. Ken desaparecera junto com a imagem e agora o FBI terá de ir contra a fé de muitos para encontrá-lo e provar que seu desaparecimento estaria muito além do que apenas uma questão de fé. |    |                                      |                         |                        |                                                                                             |                         |
| 149 | 13 | "Once Lost"                          | 27 de Janeiro de 2009   | Martha Mitchell        | História: Diego Gutierrez & Roselyn Sanchez Teleplay: Diego Gutierrez & Jim Adler           | 12.76                   |
| Bianca Gonzalez é amiga e ex-parceira de Helena e estava disfarçada num caso para desmanchar uma quadrilha de falsificação. A negociação para uma simulação de compra de identidades falsas corria bem até que o disfarce foi descoberto resultando num tiroteio e no desaparecimento de Bianca. Era para ter sido uma cilada simples e, quando notaram que algo estava errado, toda a equipe devia ter saído, mas Bianca quis continuar, o que a colocou num papel de suspeita. Helena estava disposta a encontrar Bianca a qualquer custo, mas sua ligação com a desaparecida não podia atrapalhar. Mesmo assim, Jack a manteve no caso, até que uma fita de um interrogatório de um caso antigo prova que Bianca tinha cometido um grave erro na profissão e que Helena sabia mais do que havia dito. |    |                                      |                         |                        |                                                                                             |                         |
| 150 | 14 | "Friends and Neighbors"              | 03 de Fevereiro de 2009 | John F. Showalter      | Amanda Segel Marks                                                                          | 12.16                   |
| Keith Connoly e Julie Fischer são amigas inseparáveis. Certa manhã, uma van misteriosa invade a casa de Julie durante uma visita de Keith. A polícia é acionada, mas elas são sequestradas antes do socorro chegar. Horas depois, Julie é liberada pelos sequestradores e encontrada baleada em um parque. Ainda não há notícias sobre Keith e o FBI tem certa dificuldade para encontrar o motivo do sequestro, mas percebem que talvez Keith não fosse o alvo. |    |                                      |                         |                        |                                                                                             |                         |
| 151 | 15 | "Chameleon"                          | 10 de Fevereiro de 2009 | Eric Close             | Byron Balasco                                                                               | 14.31                   |
| Jay Lester estava dando uma festa em seu alojamento do campus, mas saiu para comprar bebidas e não foi mais visto. O estranho é que Jay nunca foi matriculado na universidade. Mas, se ele não é estudante, porque estaria se passando por um? Este não era o único segredo que ele escondia. Dentre Jays, Blakes, Stevens e tantas outras identidades, John Burrows tem a chance de começar de novo, mas desta vez sendo ele mesmo. E, por falar em recomeço, o relacionamento pai e filha entre Jack e Hanna não parece ser tão difícil de dar certo como ele pensava. |    |                                      |                         |                        |                                                                                             |                         |
| 152 | 16 | "Skeletons"                          | 17 de Fevereiro de 2009 | Nancy Van Doornewaard  | História: Diego Gutierrez & Gwendolyn M. Parker Teleplay: Diego Gutierrez & Bruce Rasmussen | 12.10                   |
| Kara e seu bebê de três meses desapareceram subitamente após o soar do alarme de incêndio de um centro comunitário. A atitude apática do marido de Kara diante do desaparecimento da esposa e do filho desperta desconfiança nos agentes que o investigam mais a fundo e o colocam no topo da lista de suspeitos. Mas talvez Jona não seja o único a ter um passado do qual seria melhor fugir. |    |                                      |                         |                        |                                                                                             |                         |
| 153 | 17 | "Voir Dire"                          | 17 de Março de 2009     | Jonathan C. Kaplan     | Alicia Kirk                                                                                 | 11.88                   |
| Zack Oorter é um consultor de julgamentos que estava ajudando a selecionar o júri em defesa do processo contra a empresa Patcon, acusada de negligência. Ele desapareceu após ter sido visto recebendo um bilhete de ameaça. Quando o principal suspeito é encontrado todo sujo de sangue, o FBI acredita que para Zack talvez seja tarde demais. Mas havia um outro caso no qual Zack trabalhou em que o acusado saiu livre, mesmo sua culpa sendo evidente. Zack desconfiava que a jurada Kim Marcus teria sido coagida para votar pela inocência do criminoso Manutti. Ele estava disposto a impedir que um culpado ficasse em liberdade, mas não teve tempo. Enquanto isso, a reaproximação de Brian e Flynn não causa mais desentendimentos entre Sam e Jack. O clima entre Kim e Martin sugere um novo relacionamento, mas Kim não perece ser de confiança. |    |                                      |                         |                        |                                                                                             |                         |
| 154 | 18 | "Daylight"                           | 31 de Março de 2009     | Jeff T. Thomas         | Greg Walker & Jan Nash                                                                      | 12.53                   |
| Os encontros amorosos entre Kim e Martin estão cada vez mais frequentes. Após evitar um suicídio, o Dr. Justin Morgan desapareceu. Seu consultório estava todo revirado e o arquivo pessoal de um paciente havia sumido. A namorada de Justin comenta sobre Matthew, o irmão de Justin que está na cadeia, acusado de estupro. Ele poderia, de alguma forma, estar relacionado com o desaparecimento. Justin, por algum motivo, acreditava na inocência do irmão e pretendia provar isso a todo custo. Culpado ou inocente, Matthew agora é peça chave para que o FBI descubra o paradeiro de Justin. Enquanto isso, Martin tem em suas mãos evidências que o deixam desconfiado sobre a índole de Kim. Brian perdeu sua carona para o aeroporto e Sam resolve levá-lo, mas a noite lhes reserva uma surpresa nada agradável. |    |                                      |                         |                        |                                                                                             |                         |
| 155 | 19 | "Heartbeats"                         | 07 de Abril de 2009     | Martha Mitchell        | Tom Donaghy                                                                                 | 12.15                   |
| A lista de suspeitos dos agentes continua crescendo enquanto a equipe investiga o desaparecimento de um Russo casamenteiro. |    |                                      |                         |                        |                                                                                             |                         |
| 156 | 20 | "Hard Landing"                       | 14 de Abril de 2009     | Michael Amundson       | David Rapp                                                                                  | 13.23                   |
| A equipe tenta localizar o filho de um bilionário que desapareceu depois de pilotar um pequeno avião que caiu na floresta. |    |                                      |                         |                        |                                                                                             |                         |
| 157 | 21 | "Labyrinths"                         | 28 de Abril de 2009     | Jonathan Kaplan        | Diego Gutierrez & Gwendolyn M. Parker                                                       | 12.35                   |
| A equipe procura por uma jornalista desaparecida que recentemente passou de reportar fofocas de celebridade para escrever para uma revista online exposições rigorosas e se perguntam se o assunto de uma de suas histórias é o culpado por seu desaparecimento. |    |                                      |                         |                        |                                                                                             |                         |
| 158 | 22 | "Devotion"                           | 05 de Maio de 2009      | John Polson            | História: Anthony LaPaglia & Ryan Tavlin Teleplay: Byron Balasco & Bruce Ramussen           | 11.83                   |
| A equipe tenta localizar um adolescente que foi visto em um vídeo amador sendo psicologicamente atormentado pelo seu seqüestrador. |    |                                      |                         |                        |                                                                                             |                         |
| 159 | 23 | "True"                               | 12 de Maio de 2009      | Eric Close             | Jan Nash & Alicia Kirk                                                                      | 13.40                   |
| Jack, rancorosamente, concorda em procurar pelo namorado de Hannah que desapareceu depois dele fugir de Chicago para ficar com ela em Nova York. |    |                                      |                         |                        |                                                                                             |                         |
| 160 | 24 | "Undertow"                           | 19 de Maio de 2009      | Jeannot Szwarc         | Greg Walker & David Amann                                                                   | 11.21                   |
| A equipe procura por um homem que desapareceu depois de um mergulho tarde da noite e, tenta se concentrar em quem poderia ser responsável por seu desaparecimento. Enquanto isso, Danny e Elena levam seu relacionamento para outro nível. |    |                                      |                         |                        |                                                                                             |                         |